# Holwierde
Holwierde est un village néerlandais située dans la commune de Delfzijl dans la province de Groningue. Le village est situé entre Delfzijl et l'Eemshaven.

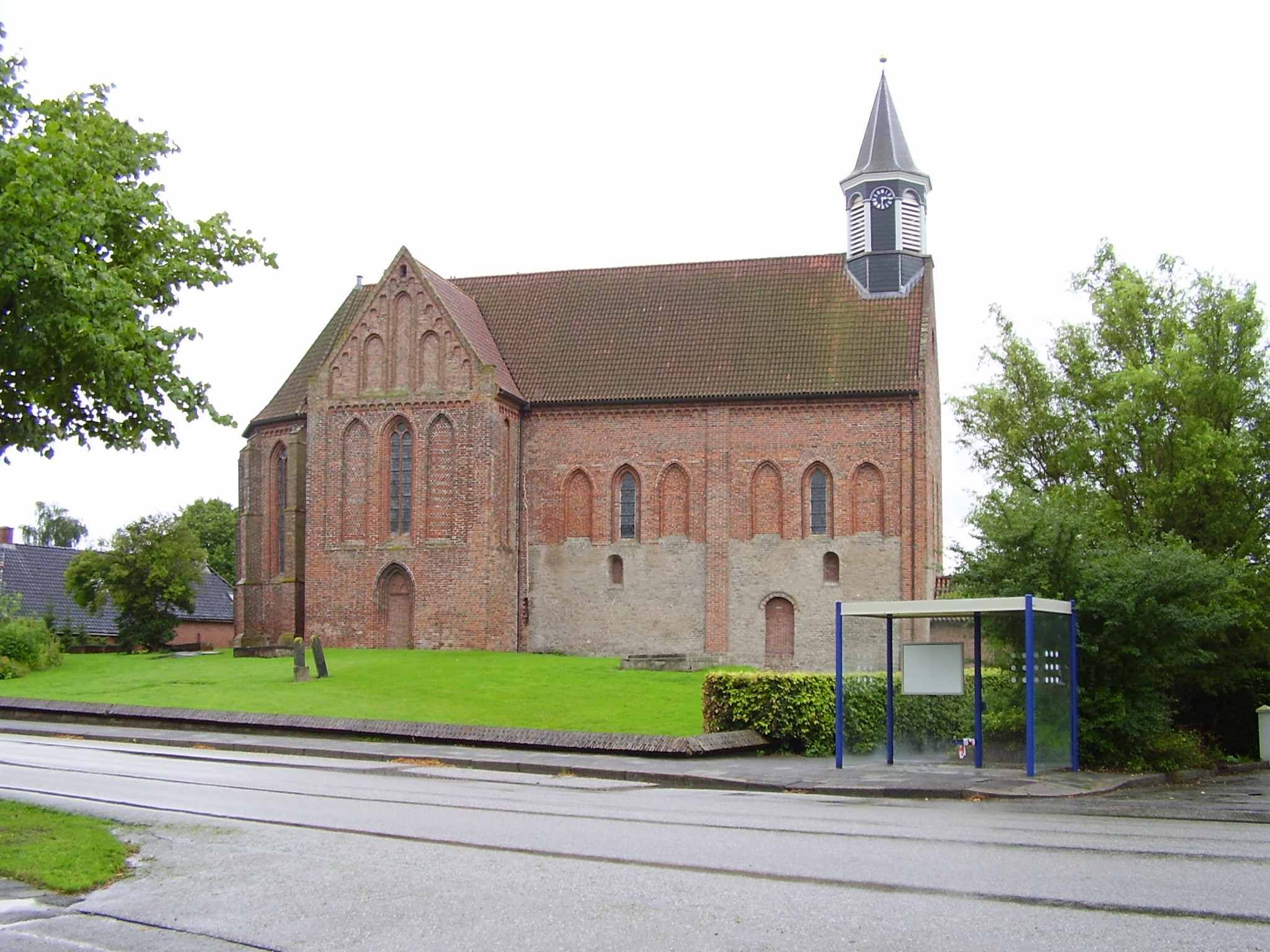
L'église de Holwierde

Historiquement, Holwierde a été construit sur trois tertres, dont le plus ancien date d'avant 1100. Ce tertre (terp, wierde) porte l'église du village, initialement construite au XIe siècle, agrandie et consolidée aux XIIIe et XIVe siècles. Le village est constitué de deux parties, situées de part et d'autre du Grote Heekt.
En 1840, le village comptait 10 maisons et 66 habitants. Jusqu'en 1990, Holwierde faisait partie de la commune de Bierum.